# Sharon Williams
Sharon Williams (Cardiff, 14 maart 1951) is een Canadees hoogleraar internationaal publiekrecht en internationaal strafrecht. Van 2001 tot 2003 was ze rechter van het Joegoslavië-tribunaal.

## Levensloop
Williams studeerde rechten aan de Universiteit van Exeter in het Verenigd Koninkrijk en slaagde daar in 1973 als Bachelor of Laws. Ze vervolgde haar studie in Canada aan de Osgoode Hall Law School, dat deel uitmaakt van de York-universiteit in Toronto, en slaagde hier in 1974 als Master of Laws en in 1976 als Doctor Juris. Drie jaar later werd ze toegelaten tot de balie van Ontario.
Sinds 1977 is ze hoogleraar internationaal publiekrecht en internationaal strafrecht aan de Osgoode Hall Law School. Verder was ze gasthoogleraar aan verschillende universiteiten in Canada en Zweden. Ze is auteur en medeauteur van tientallen boeken en artikelen op overwegend het gebied van internationaal strafrecht.
Van 1998 tot 1999 was ze voorzitter van de Canadese raad voor internationaal recht. Ze is lid van een aantal juridische organisaties, waaronder de American Society of International Law en het Internationaal Instituut voor Humanitair Recht in San Remo. Ze vertegenwoordigde haar land tijdens internationale bijeenkomsten, waaronder tijdens de Algemene Vergadering van de Verenigde Naties van 1986, 1988 en 1991.
Van 1991 tot 1997 was ze lid van het Permanente Hof van Arbitrage. Van 2001 tot 2003 behoorde ze tot de eerste zes rechters ad litem van het Joegoslavië-tribunaal in Den Haag. Hier was ze betrokken bij de zaak tegen Milan Simić. Hierna keerde ze terug als hoogleraar van Osgoode Hall.
- Bibliothèque nationale de France: cb12376306r (data)
- Gemeinsame Normdatei: 122298105X
- International Standard Name Identifier: 0000 0001 1603 9573
- Library of Congress Control Number: n80085079
- Nationale Bibliotheek van Israël: 987007428743205171
- Nederlandse Thesaurus van Auteursnamen: 068090951
- Système universitaire de documentation: 032804555
- Virtual International Authority File: 19758054
- WorldCat: E39PBJjxtkGWyvkJWwwDP4q4v3